# Kritik av teism
Kritik av teism framförs huvudsakligen från ateistiskt och agnostiskt håll, även om vissa former av teism har blivit kritiserade av andra teister. Till exempel kritiseras islam ibland från kristet håll. Det finns flera särskilda sorters argument som används mot teism, exempelvis sådana som ifrågasätter giltigheten i teismen, konsekvenserna av tro och troendes handlingar. Ignostiker anser att frågan om Guds existens är meningslös så länge begreppet Gud inte är väldefinierat.

## Argument mot Guds existens
De mest direkta argumenten mot teism är de som ifrågasätter existensen av högre makter, identifierat som en eller flera gudar. I den utsträckning som dessa argument accepteras utgör de kritik av teismen. Somliga ateistiska och agnostiska författare hävdar att frågan om en eller flera gudars existens aldrig konklusivt kan betraktas som avgjord genom filosofiska eller vetenskapliga argument. Alltså, resonerar man, så tror teister på något som inte kan bevisas. Vilket dock är själva innebörden av ordet tro. Inom kristendomen är den bevislösa tron en mycket viktig beståndsdel.[källa behövs] Se till exempel Johannes 20:29, där Jesus, efter uppståndelsen, talar till lärjungen Tomas som inte trodde förrän han sett spikhålen i Jesu handleder. Jesus säger till honom  "Du tror därför att du har sett mig. Saliga de som inte har sett men ändå tror." (ibidem). 

## Teism som ett förkastande av ateism
Vissa kritiserar inte teismen i sig, men är kritiska till att vissa teister kan ha kommit fram till sin hållning genom konfrontation med en speciell typ av ateism. Sådana individer kan ha blivit presenterade för en dåligt konstruerad ateistisk modell eller haft negativa upplevelser av något ateistiskt land. Sett från det perspektivet kan teism betraktas som en negativ reaktion till en mänsklig institution uppbyggd kring en enskild upplevelse av ateism som kanske inte är giltig.[källa behövs]
Agnostiska filosofer som Thomas Henry Huxley kritiserar teisters höga krav på säkerhet och hävdar att agnosticism är en bättre ståndpunkt .

## Teisms effekter för individen
Filosofen Friedrich Nietzsche ansåg att kristendomen hindrade människors fulla potential och ledde till konformitet. Särskilt fokus lade Nietzsche på att kritisera kristendomens attityd till sex, hämnd och vad han såg som ett förhärligande av svaghet förklädd till godhet. Det som är gammalt, vanemässigt, normativt eller dogmatiskt är motsatsen till liv och värdighet. Därför kallade han det en "slavmentalitet" och menade att om man ska kunna leva ett värdigt liv måste man besegra dogmer, konformitet, vidskeplighet och rädsla genom att "döda Gud" och bli en övermänniska. Nietzsches angrepp på kristendomen har kritiserats för att inte vara särskilt hållbart då han är mycket osystematisk i sin polemik, vilket har gjort det svårt att bemöta hans åsikter.
Gerrard Winstanley, själv kristen, skrev i boken The Law of Freedom  att när människan stirrar upp mot himlen och drömmer om saligheten eller när de räds helvetet så blir deras ögon förblindade så att de inte ser sin egen förstfödslorätt. Med det menade han att religionen används som ett medel för att förtrycka de fattiga. Ett liknande argument framfördes av Karl Marx som menade att religionen förlamar folket på samma sätt som opium.
En del ateister pekar på att andelen ateister i amerikanska fängelser bara är 1 % medan andelen ateister utanför fängelserna är runt 10 %. Samtidigt är andelen kristna i amerikanska fängelser ungefär lika stor som andelen kristna i övriga samhället. Man menar därför att sannolikheten att man ska hamna i fängelse är mindre om man är ateist än om man är teist. Kritiker av resonemanget hävdar att det kan finnas ett antal bakomliggande faktorer som korrelerar med religiös övertygelse, t.ex. att ateister i USA ofta är akademiker och att det kan vara en bakomliggande orsak till att också ateister löper lägre risk att hamna i fängelse.
Den danske forskaren Helmuth Nyborg har funnit i en studie att ateister i USA har högre IQ än teister. Nyborgs hypotes är att människor med låg intelligens i högre grad dras till religionernas enkla svar medan intelligenta människor är mer skeptiska. Han menar också att högt begåvade människor har en tendens att förkasta bibeltro och istället välja en religion eller livsåskådning som ger högre intellektuell tillfredsställelse.
Sociologen Phil Zuckerman har hänvisar till studier som han tolkar som föreslåendes att länder med hög andel ateister är de hälsosammaste, mest välstående och mest välutbildade länderna på jorden. Dessa länder har låg grad av spädbarnsdödlighet, låg grad av fattigdom, låg mordfrekvens, är mer jämställda än andra länder och har låg grad av analfabetism. Enda undantaget var självmordsfrekvensen, men där konstaterar Zuckerman att i länder med "påtvingad ateism" (främst forna Sovjetstater) är självmordsfrekvensen hög medan länder med "organisk ateism" (främst Västeuropa) är den istället lägre än i religiösa länder.

## Teism ochmoral
Vissa kritiker av teism menar att religion har mer negativ än positiv effekt på mänsklighetens moral. Ateisten och Oxfordbiologen Richard Dawkins har exempelvis uttalat i filmer och böcker att teism är en grogrund för många svåra samhällsproblem. I Illusionen om Gud beskriver han Gamla testamentets Gud som den obehagligaste figuren i skönlitteraturen: avundsjuk och stolt över det; en småsint, orättvis, hårdhjärtad maktmänniska; en hämndlysten, blodtörstig etnisk rensare; kvinnohatare, homofob, rasist, barnamördare, folkmördare, sonmördare; en sjukdomsspridande, storhetsvansinnig sadomasochistisk översittare som nyckfyllt och illasinnat slår åt höger och vänster.
Författaren Sam Harris menar att nästan alla konflikter i världen i grunden beror på religion.. Sam Harris är emellertid inte historiker. Historiker ger en mer nyanserad bild. Konflikter uppstår även mellan länder och folkgrupper som delar samma religion. Bakom religionskrig finns ofta bakomliggande konflikt om makt, frihet, överlevnad, mark och naturresurser. Religiösa och kulturella skiljelinjer kan underlätta fred mellan dem som delar kulturen, och kan underblåsa konflikter om delade resurser.[källa behövs]
Många världsreligioner lär att moralen kommer från eller uttrycks av budord eller en särskild gudom. Somliga ateister, som den ryske anarkisten Mikail Bakunin menar att detta är auktoritärt. Sam Harris skriver i The End of Faith att teistisk moral är underlägsen ateistisk moral eftersom den teistiska moralen fokuserar på förhållandet till gudar istället för att fokusera på människans välbefinnande.

## Teism som ateism
Gemensamt för alla teister är att man tror på en eller flera gudar. En del ateister menar dock att eftersom teister förkastar alla gudar förutom sina egna så är de också ateister i förhållande till dessa gudar. Richard Dawkins hävdar exempelvis att kristna är ateister när det gäller asaguden Tor.

## Teism som oberättigad tro
Påståendet att teism implicerar tro eller obevisade antaganden är ett vanligt argument som används mot teister av alla slag. I denna sortens argument använder kritiker av teism termen "tro" i religiös betydelse (eng. faith), således betydande en "blind" eller oberättigad uppfattning.
Ibland består detta argument i att lägga bevisbördan på teismen, eller som fallet är med agnostiker och svaga ateister, lägga den på både stark ateism och teism. Att lägga bevisbördan på teismen kan dock vara komplicerat då en del menar att det är omöjligt att bevisa någonting om det övernaturliga. Vissa starka ateister hävdar att eftersom de betraktar bevisbördan som liggande hos teismen så har de ingen förpliktelse att erbjuda argument mot teismen (se Russells tekanna). De ser snarare stark ateism som en utgångspunkt, på samma sätt som icke-tro på jultomten är utgångspunkten och de som vill bevisa motsatsen har bevisbördan.